# ヒル微分方程式
数学におけるヒル微分方程式（ヒルびぶんほうていしき、英: Hill differential equation）あるいはヒル方程式（ヒルほうていしき、英: Hill equation）とは、次の形状の二階線型常微分方程式のことを言う。
{\displaystyle {\frac {d^{2}y}{dt^{2}}}+f(t)y=0.}
ここで f(t) は周期函数である。1886年にこの方程式を発見した、ジョージ・ウィリアム・ヒルの名にちなむ。
f(t) の周期は 2π であると仮定することも出来る。このときヒル微分方程式は、f(t) のフーリエ級数を用いて次のように表すことが出来る。
{\displaystyle {\frac {d^{2}y}{dt^{2}}}+\left(\theta _{0}+2\sum _{n=1}^{\infty }\theta _{n}\cos(2nt)\right)y=0.}
ヒル微分方程式の特別な場合として重要なものには、マシュー方程式（n = 0, 1 に対応する項のみが含まれている場合）やマイスナー方程式などがある。
ヒル微分方程式は、周期微分方程式の理解に役立つ重要な例の一つである。f(t) の正確な形状に依存して、ヒル微分方程式の解はすべての時間に対して有界な領域にとどまるか、あるいはその振動の振幅が指数関数的に成長を続けるかのいずれかである。ヒル微分方程式の解の正確な形は、フロケ理論によって表現される。その解はまた、ヒル行列式の観点からも表現される。
ヒル微分方程式は、もともとは月の安定性への応用が考えられていたが、その他にも四重極質量分析計のモデリングや、加速器科学においてなど、多くの応用が考えられるものである。四重極質量分析計は、水晶内での電子に関する一次元シュレディンガー方程式としてモデル化される。